# Marapana bilineata
Marapana bilineata là một loài bướm đêm trong họ Erebidae.